# Иван Хинди
Иван Хинди де Кишинд (на унгарски: Hindy Iván) е офицер в унгарската армия по време на Втората Световна война.
Генерал-полковник Хинди командва първи унгарски корпус от 16 октомври 1944 до 12 февруари 1945 година.
От 24 декември 1944 г. Хинди командва и унгарската отбрана на Будапеща в битката за града. На 11 февруари 1945 г. той е заловен от съветски войници, опитвайки се да избяга, малко преди градът да падне на 13 февруари. Командирът на германската защита в Будапеща Вафен-СС генерал Карл Пфефер-Вилденбрух, ръководител на опита за бягство, също е заловен.
След войната Хинди е осъден на смъртна присъда. През 1946 г. е екзекутиран.
|  | Тази страница частично или изцяло представлява превод на страницата Iván Hindy в Уикипедия на английски. Оригиналният текст, както и този превод, са защитени от Лиценза „Криейтив Комънс – Признание – Споделяне на споделеното“, а за съдържание, създадено преди юни 2009 година – от Лиценза за свободна документация на ГНУ. Прегледайте историята на редакциите на оригиналната страница, както и на преводната страница, за да видите списъка на съавторите. ВАЖНО: Този шаблон се отнася единствено до авторските права върху съдържанието на статията. Добавянето му не отменя изискването да се посочват конкретни източници на твърденията, които да бъдат благонадеждни. |